# رايموندو تيكسيرا مينديز
رايموندو تيكسيرا مينديز (بالبرتغالية: Raimundo Teixeira Mendes‏) هو فيلسوف ورياضياتي برازيلي، ولد في 5 يناير 1855 في Caxias ‏، وتوفي في 1927 في ريو دي جانيرو في البرازيل.